# Quartier de la Maison-Blanche

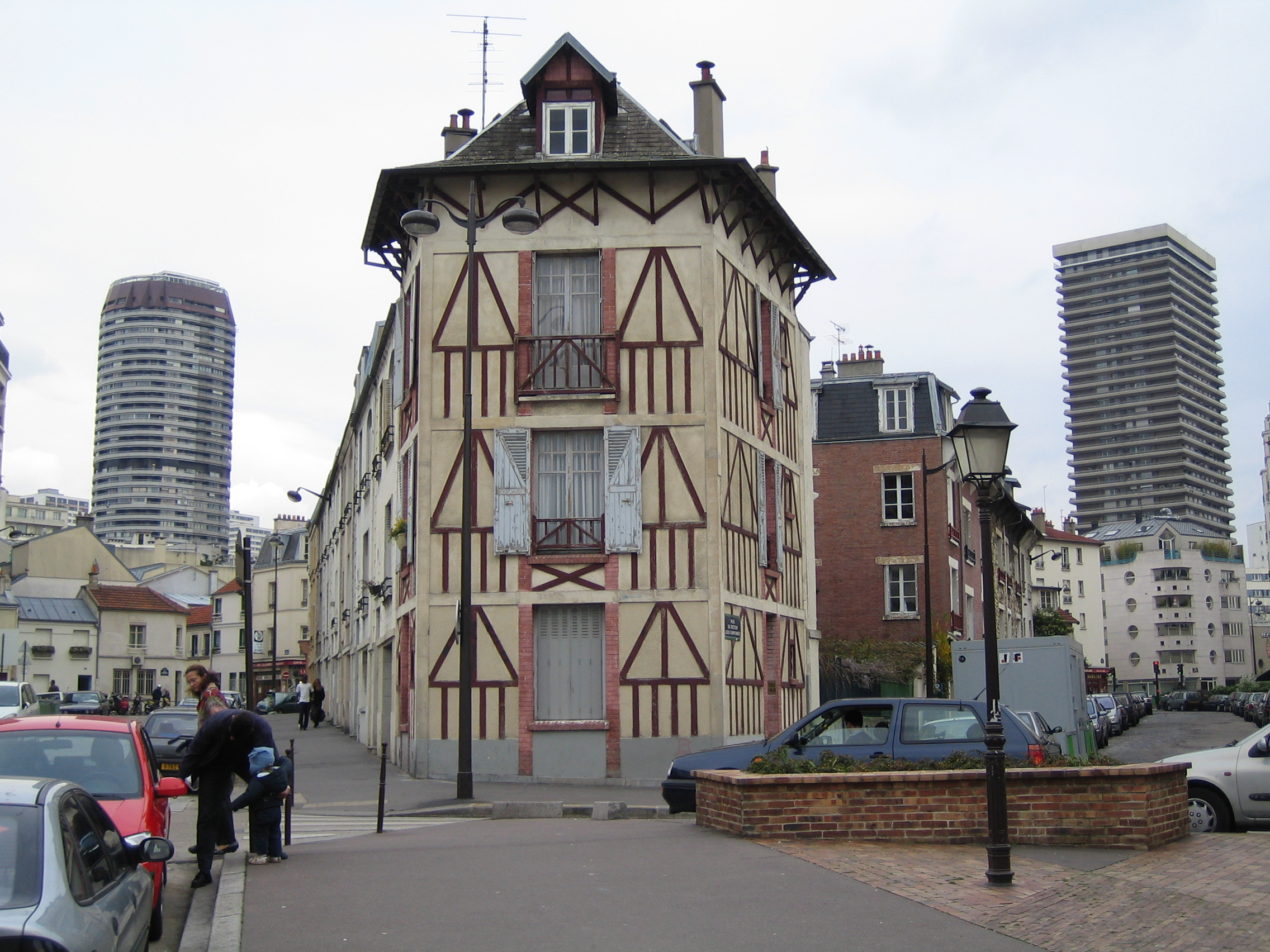
Kombinace původní a nové výstavby v ulici Rue du Docteur-Leray

Quartier de la Maison-Blanche (čtvrť Bílý dům) je 51. administrativní čtvrť v Paříži, která je součástí 13. městského obvodu. Má rozlohu 223,2 ha a ohraničují ji ulice Boulevard périphérique na jihu, Rue de l'Amiral-Mouchez a Rue de la Santé na západě, Boulevard Auguste-Blanqui na severu a Avenue de Choisy na východě.

## Historie
Původně zemědělská oblast patřila k městu Gentilly, ale v roce 1860 byla připojena k Paříži. Název čtvrti je odvozen od pomístního jména. Malá osada, která se zde rozkládala, se nazývala „Maison Blanche“ podle názvu zdejšího hostince.
Po spojení s Paříží se zde začal rozvíjet především kožedělný průmysl, ale na volných pozemcích vznikaly i další továrny, např. čokoládovna nebo továrna na výrobu motorů. Také zavedení železnice ovlivnilo vývoj čtvrti do počátku 20. století. V první polovině 20. století probíhala ve čtvrti rozsáhlá urbanizace, při níž vznikaly obytné domy s nízkým nájemným.
Druhá polovina 20. století byla poznamenána naopak bouráním některých oblastí, které byly považovány za zastaralé a na jejich místech vznikla v rámci projektu Italie 13 sídliště tvořená výškovými budovami. Vznikly zde první mrakodrapy jako např. Super-Italie, Chambord nebo Antoine et Cléopâtre. Tuto výstavbu charakterizuje především výstavba kolem náměstí Place d'Italie. Čtvrť tak postupně ztratila svůj průmyslový řemeslný charakter. Její část se také změnila s příchodem imigrantů z Asie, kteří poblíž Porte de Choisy vytvořili asijskou čtvrť.

## Vývoj počtu obyvatel
| Rok sčítání | Počet obyvatel | Hustota zalidnění (ob./km²) |
| ----------- | -------------- | --------------------------- |
| 1954        | 64 418         | 28 861                      |
| 1962        | 64 133         | 28 733                      |
| 1968        | 65 727         | 29 448                      |
| 1975        | 65 355         | 29 381                      |
| 1982        | 64 660         | 28 970                      |
| 1990        | 62 288         | 27 907                      |
| 1999        | 64 797         | 29 031                      |